# Tea Donguzašviliová
Tea Donguzašvili (gruzínsky თეა დონღუზაშვილი), (4. červen 1976 Tbilisi, Sovětský svaz) je bývalá reprezentantka Ruska v judu a sambu. Původem je Gruzínka. Do Ruska odešla trénovat po rozpadu Sovětského svazu. Je majitelkou bronzové olympijské medaile.

## Sportovní kariéra
S judem začínala v Mcchetě ve 13 letech po vzoru svého strýce bývalého judisty. Pochází z dvojčat, ale její sestra se sportu nevěnovala. Po rozpadu Sovětského svazu odešla za lepšími tréninkovými podmínkami do Vladikavkazu a později do Petrohradu, kde jí vedla Jelena Petrova a Vladimir Gladčenko. Většinu volného času však trávila v rodné Gruzii.
V seniorském věku soupeřila o nominaci především Irinou Rodinou. Na olympijské hry v Sydney jí nominace ještě unikla, ale za čtyři roky si účast na olympijských hrách v Athénách nenechala ujít. V samotném turnaji se probojovala až do semifinále, kde za cenu penalizací dlouho odolávala Japonce Maki Cukadaové. V poslední minutě jí však došly síly, Japonka jí povalila na zem a chytila do držení. Souboj o třetí místo zvládla a vybojovala bronzovou olympijskou medaili.
V roce 2008 jela obhajovat olympijskou medaili do Pekingu, ale los jí přidělil v prvním kole největší favoritku a ke všemu domácí Číňanku Tchung Wen. Číňance stačila ani ne minuta, aby jí svým strhem makikomi poslala na ippon. V roce 2012 se přímo kvalifikovala na své třetí olympijské hry, ale kvůli nominačním kritériím nestartovala. Vzápětí ukončila sportovní kariéru.

## Výsledky

### Váhové kategorie
| Turnaj             | 1997       | 1998       | 1999       | 2000       | 2001       | 2002       | 2003       | 2004       | 2005       | 2006       | 2007       | 2008       | 2009       | 2010       | 2011       | 2012       |
| Turnaj             | 21         | 22         | 23         | 24         | 25         | 26         | 27         | 28         | 29         | 30         | 31         | 32         | 33         | 34         | 35         | 36         |
| Turnaj             | těžká váha | těžká váha | těžká váha | těžká váha | těžká váha | těžká váha | těžká váha | těžká váha | těžká váha | těžká váha | těžká váha | těžká váha | těžká váha | těžká váha | těžká váha | těžká váha |
| ------------------ | ---------- | ---------- | ---------- | ---------- | ---------- | ---------- | ---------- | ---------- | ---------- | ---------- | ---------- | ---------- | ---------- | ---------- | ---------- | ---------- |
| Olympijské hry     |            |            |            | —          |            |            |            | 3.         |            |            |            | úč.        |            |            |            | —          |
| Mistrovství světa  | —          |            | —          |            | úč.        |            | 3.         |            | 5.         |            | úč.        |            | úč.        | úč.        | úč.        |            |
| Mistrovství Evropy | —          | —          | —          | —          | 2.         | úč.        | 2.         | —          | 2.         | 5.         | 3.         | 2.         | —          | 2.         | 3.         | úč.        |

### Bez rozdílu vah
| Turnaj             | 1997 | 1998 | 1999 | 2000 | 2001 | 2002 | 2003 | 2004 | 2005 | 2006 | 2007 | 2008 | 2009 | 2010 | 2011 | 2012 |
| Turnaj             | 21   | 22   | 23   | 24   | 25   | 26   | 27   | 28   | 29   | 30   | 31   | 32   | 33   | 34   | 35   | 36   |
| ------------------ | ---- | ---- | ---- | ---- | ---- | ---- | ---- | ---- | ---- | ---- | ---- | ---- | ---- | ---- | ---- | ---- |
| Mistrovství světa  | —    |      | —    |      | —    |      | —    |      | —    |      | —    | —    |      | 3.   | 2.   |      |
| Mistrovství Evropy | 7.   | —    | úč.  | 3.   | —    | 2.   | —    | 5.   | 2.   | 1.   | —    |      |      |      |      |      |